# الدوري الروسي الممتاز للكرة الطائرة
الدوري الروسي الممتاز للكرة الطائرة هو أعلى دوري لرياضة الكرة الطائرة في روسيا.تأسس في 1992 ويضم حالياً 14 فريق.